# 斯坦尼斯拉瓦·波斯托娃
斯坦尼斯拉瓦·波斯托娃（捷克語：Stanislava Pošustová，1948年1月4日—）是捷克翻譯家和圖書館員，知名譯作為《魔戒》三部曲。

## 生平
1971年於布拉格查理大學文學院畢業，同年於該校的英語圖書館擔任館員。
1978年，波斯托娃首次閱讀《魔戒》，很快就成了托爾金的書迷。在1979至1980年間，她花費了一年的時間將《魔戒》翻譯為捷克文，但直到1990至1992年間才得以出版。之後她也翻譯了魔戒電影三部曲的字幕。
波斯托娃的譯作還包括托爾金的其他作品《精靈寶鑽》、《未完成的故事》、《聖誕老爸的來信》、《羅佛蘭登》，以及H·P·洛夫克拉夫特的《無名之城》、《瘋狂山脈》等作品。